# Шапиро, Борис Анатольевич
Бори́с Анато́льевич Ша́пиро (25 августа 1940, Бершадь, Винницкая область, УССР — 18 октября 2021) — советский и российский кинооператор, оператор-постановщик, сценарист, кинорежиссёр. Заслуженный деятель искусств РФ  (1993).

## Биография
Окончил геологоразведочный техникум (1959). Ассистент оператора с 1962 года, оператор Свердловской киностудии с 1965 по 2008 год. Заслуженный деятель искусств РФ. Работал в документальном и игровом кино, оператор пятнадцати игровых лент.

## Фильмография
| Год  |   | Название                    | Роль     |
| ---- | - | --------------------------- | -------- |
| 1965 | ф | Современные гераклы         | оператор |
| 1966 | ф | И сила, и красота           | оператор |
| 1968 | ф | Лучшие годы нашей жизни     | оператор |
| 1968 | ф | Сказы Уральских гор         | оператор |
| 1969 | ф | Воспоминание о камне        | оператор |
| 1969 | ф | Шаговик (Косынка)           | оператор |
| 1971 | ф | Там, где твой дом           | оператор |
| 1972 | ф | Мой Дагестан                | оператор |
| 1972 | ф | Потешки (фильм-концерт)     | оператор |
| 1972 | ф | Урал                        | оператор |
| 1973 | ф | Кудесники металла           | оператор |
| 1974 | ф | Джульетта                   | оператор |
| 1975 | ф | Свинарка, пастух и комплекс | оператор |
| 1975 | ф | Турбинка — мой завод        | оператор |
| 1975 | ф | Последние игры              | оператор |
| 1975 | ф | Земля Андрея Куприенко      | оператор |
| 1975 | ф | Эхо                         | оператор |
| 1976 | ф | Поклонение                  | оператор |
| 1976 | ф | Ехала деревня               | оператор |
| 1977 | ф | Призвание                   | оператор |
| 1977 | ф | Ярмарка                     | оператор |
| 1977 | ф | Земля уральская             | оператор |
| 1978 | ф | Я сказал тебе все           | оператор |
| 1978 | ф | Однофамилец                 | оператор |
| 1978 | ф | Гонка с преследованием      | оператор |
| 1979 | ф | Двадцать дней жаркого лета  | оператор |
| 1980 | ф | Это — Сибирь                | оператор |
| 1981 | ф | Вот такая музыка (фильм)    | оператор |
| 1983 | ф | Бурятия — День республики   | оператор |
| 1985 | ф | Не имеющий чина             | оператор |
| 1991 | ф | Открой шкатулку             | оператор |
| 1993 | ф | Сыскное бюро «Феликс»       | оператор |

## Награды и достижения
- Заслуженный деятель искусств Российской Федерации (27 сентября 1993 года) — за заслуги в области киноискусства[1]
- 1970 «Лучшие дни нашей жизни»(реж. Б. Галантер):
  - Диплом за лучшую операторскую работу на Всесоюзном кинофестивале.
- 1969 «Двадцать дней жаркого лета» (реж. Б. Галантер):
  - Диплом за лучшую операторскую работу на зональном смотре фильмов Урала, Сибири, Дальнего Востока;
  - Диплом Всесоюзного кинофестиваля в г. Тольятти.
- 1972 «Мой Дагестан» (реж. К. Дерябин):
  - Диплом ВКФ в г. Тбилиси;
  - Почетная грамота Верховного совета Дагестанской АССР.
- 1984 «Один и без оружия» (реж. В. Хотиненко):
  - Лауреат фестиваля Свердловской киностудии «За лучшее использование отечественной кинопленки».
- 1987 «Покушение на ГОЭЛРО»:
  - премия Комитета Государственной Безопасности, Союза писателей и Союза кинематографистов СССР.
- 1995 «Дикое поле» (реж. Н. Гусаров):
  - Премия за лучший сценарий на МКФ славянских фильмов, Югославия.
  - Премия за лучшую мужскую роль (Чига) на МКФ славянских фильмов, Югославия.
- 2004 «Сель» (реж. Я. Лапшин):
  - участник внеконкурсной программы Международного фестиваля фильмов стран Тихоокеанского региона «Меридианы тихого».
  - участник фестиваля детских фильмов (г. Самара).